# تاو شکارچی
تاو شکارچی (انگلیسی: Tau Orionis) ستاره‌ای تک در صورت فلکی شکارچی است.  اگر یک خط خیالی به سمت شمال غربی بین ستارگان رجل‌الجبار و منطقه کشیده شود، این ستاره را می‌توان تقریباً یک ششم مسیر منطقه پیدا کرد. با چشم غیر مسلح با قدر ظاهری ۳.۵۸ قابل مشاهده است. این ستاره در حدود ۴۹۰ سال نوری از خورشید قرار دارد.